# Улица Або Тбилели
У́лица А́бо Тбиле́ли (груз. აბო თბილელის ქუჩა) — улица в Тбилиси, в историческом районе Старый город, проходит от улиц Лермонтова и Гии Абесадзе (район площади Гудиашвили) до улицы Ладо Асатиани, за которой имеет продолжением улицу Бетлеми. Считается улицей, классически отражающей лицо старого Тбилиси. Популярный туристический маршрут. Одна из старейших улиц города, район улицы обозначен на плане царевича Вахушти.
Улица задействована в Тбилисском фотофестивале — фотографии разных авторов транслируются на стены домов улицы в ночное время

## История
Современное название получила в 1990 году в честь грузинского святого-великомученника Або Тбилисского († 6 января 786 года).
Прежнее название — Кривая (Большая Кривая). Проходит в старейшем городском районе Кала, в средние века находилась под защитой городских крепостных стен. Упоминается в плане города 1785 года, составленном Александром Пищевичем.
У выхода улицы к подножию Сололакского хребта существовало французское кладбище (груз. ფრანგის საფლავი).
Ранняя история улицы мало известна, поскольку весь её район был разорён персами во время нашествия Ага Магомет хана (1795). Жители перебиты или угнаны в рабство, рассеяны по другим местам.
Вся гражданская застройка улицы (на плане царевича Вахушти 1735 года район улицы плотно застроен) была разрушена (уцелела только близ расположенная церковь Мугни Сурб Геворг) и воссоздавалась уже в середине XIX — начале XX века, после вхождения Грузии в состав Российской империи (1805) с возможным изменением трассировки улицы.
В 1900 году часть улицы, от Абас-Абадской площади (ныне площадь Гудиашвили) до Хлебной площади, была названа в честь русского генерала Бориса Шелковникова (1837—1878).
В советское время (с 1922 года) носила имя французского коммуниста Марселя Кашена (1869—1958).

## Достопримечательности
Дома 1, 2, 4, 6, 8, 9, 12 — объявлены памятниками культурного наследия.